# آجی‌قویی
آجی قویی (به ترکمنی: Ajyguýy، آجیٛ‌قوُییٛ) یک روستا در ترکمنستان است که در استان بلخان واقع شده‌است.